# Holmes County (Florida)
Holmes County is een county in de Amerikaanse staat Florida.
De county heeft een landoppervlakte van 1.250 km² en telt 18.564 inwoners (volkstelling 2000). De hoofdplaats is Bonifay.

## Bevolkingsontwikkeling

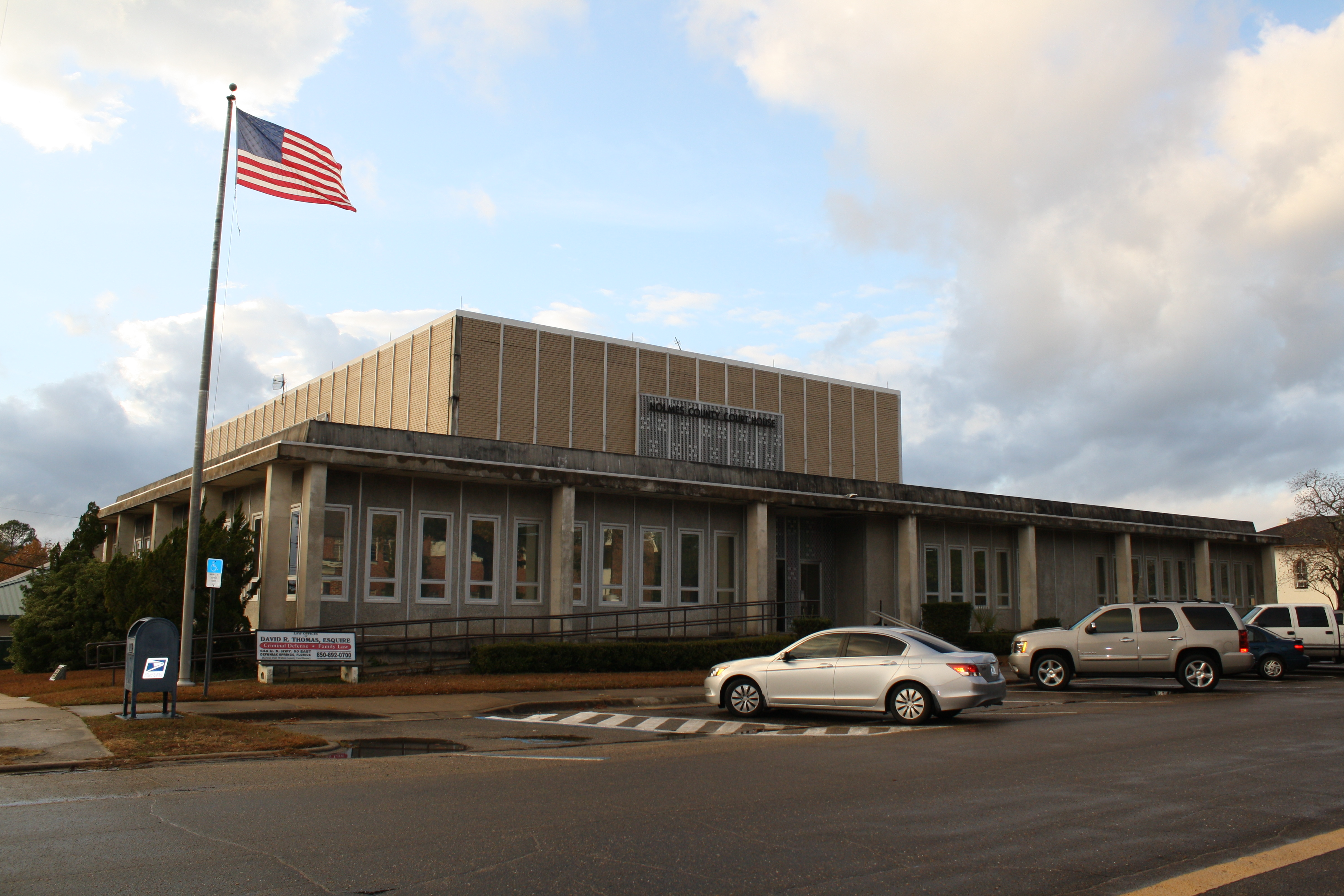
Holmes County Courthouse